# Giải vô địch bóng đá U-20 thế giới 2007
Giải vô địch bóng đá U-20 thế giới 2007 là giải đấu lần thứ 16 của Giải vô địch bóng đá U-20 thế giới (trước mùa giải năm 2007 gọi là Giải vô địch bóng đá trẻ thế giới), được tổ chức tại Canada từ ngày 30 tháng 6 đến ngày 22 tháng 7 năm 2007. Argentina đã đánh bại Cộng hòa Séc trong trận chung kết với tỷ số 2-1 và đã giành chức vô địch, đây cũng là danh hiệu vô địch U-20 thế giới lần thứ 6 của Đội tuyển bóng đá U-20 quốc gia Argentina. Cầu thủ Sergio Agüero đã giành được danh hiệu Vua phá lưới với 6 bàn thắng cùng với danh hiệu Cầu thủ xuất sắc nhất giải đấu, trong khi Nhật Bản giành được Giải phong cách của FIFA.
Giải đấu có 24 đội tham dự đến từ sáu liên đoàn châu lục. Canada giành quyền tham dự giải đấu trong vai trò chủ nhà, trong khi các đội còn lại vượt qua vòng loại dựa trên thứ hạng của họ tại các giải đấu U-20 châu lục tương ứng (trong trường hợp là giải bóng đá U-19 châu Âu). UEFA (châu Âu) đủ điều kiện với 6 đội, AFC (châu Á), CAF (châu Phi), CONCACAF (Bắc, Trung Mỹ và Caribe) và CONMEBOL (Nam Mỹ) mỗi liên đoàn với 4 đội và OFC (châu Đại Dương) với 1 đội.
Giải đấu diễn ra ở nhiều địa điểm khác nhau trên toàn khu vực Canada gồm Toronto, Edmonton, Montréal, Ottawa, Victoria và Burnaby (Vancouver) - với sân vận động giới thiệu là Sân vận động quốc gia mới của Toronto, nơi diễn ra trận chung kết. 19 năm sau đó, Canada sẽ đồng đăng cai tổ chức Giải vô địch bóng đá thế giới 2026 cùng với Hoa Kỳ và México.
Vào ngày 28 tháng 6 năm 2007, hai ngày trước trận đấu khai mạc, có thông tin cho rằng 950.000 vé đã được bán hết, trở thành sự kiện thể thao đơn lẻ lớn nhất từng diễn ra trong nước, và vào ngày 3 tháng 7, tấm vé xem thứ một triệu đã được bán. Vào ngày 19 tháng 7, trận bán kết giữa Chile và Argentina đánh dấu giải đấu này là giải đấu có nhiều khán giả đến xem nhiều nhất trong lịch sử giải đấu, với tổng số 1.156.187 khán giả, vượt qua con số 1.155.160 khán giả của mùa giải năm 1983. Tổng số khán giả là 1.195.299 kể từ sau trận chung kết.

## Chọn nước chủ nhà
Ba quốc gia đã tham gia đấu thầu để chọn ra nước chủ nhà gồm: Canada, Nhật Bản và Hàn Quốc. Vào ngày 6 tháng 8 năm 2004, Ủy ban Khẩn cấp của FIFA đã nhất trí trao quyền đăng cai sự kiện cho Canada thay vì Hàn Quốc (Nhật Bản không nộp hồ sơ dự thầu chính thức).

## Địa điểm thi đấu
| Montréal                                         | Edmonton                                         | Ottawa                                           |
| ------------------------------------------------ | ------------------------------------------------ | ------------------------------------------------ |
| Sân vận động Olympic                             | Sân vận động Commonwealth                        | Sân vận động Frank Clair                         |
| Sức chứa: 66.308                                 | Sức chứa: 60.081                                 | Sức chứa: 26.559                                 |
| 45°33′28,8″B 73°33′7,2″T / 45,55°B 73,55°T       | 53°33′34,6″B 113°28′34,2″T / 53,55°B 113,46667°T | 45°23′55,8″B 75°41′3,6″T / 45,38333°B 75,68333°T |
|                                                  |                                                  |                                                  |
| MontréalEdmontonOttawaTorontoVictoriaBurnaby     |                                                  |                                                  |
| Toronto                                          | Victoria                                         | Burnaby                                          |
| Sân vận động quốc gia                            | Royal Athletic Park                              | Sân vận động Swangard                            |
| Sức chứa: 20.195                                 | Sức chứa: 14.500                                 | Sức chứa: 10.000                                 |
| 43°37′59,5″B 79°25′6,8″T / 43,61667°B 79,41667°T | 48°25′52,6″B 123°21′14,6″T / 48,41667°B 123,35°T | 49°13′51″B 123°01′17″T / 49,23083°B 123,02139°T  |
|                                                  |                                                  |                                                  |

## Vòng loại

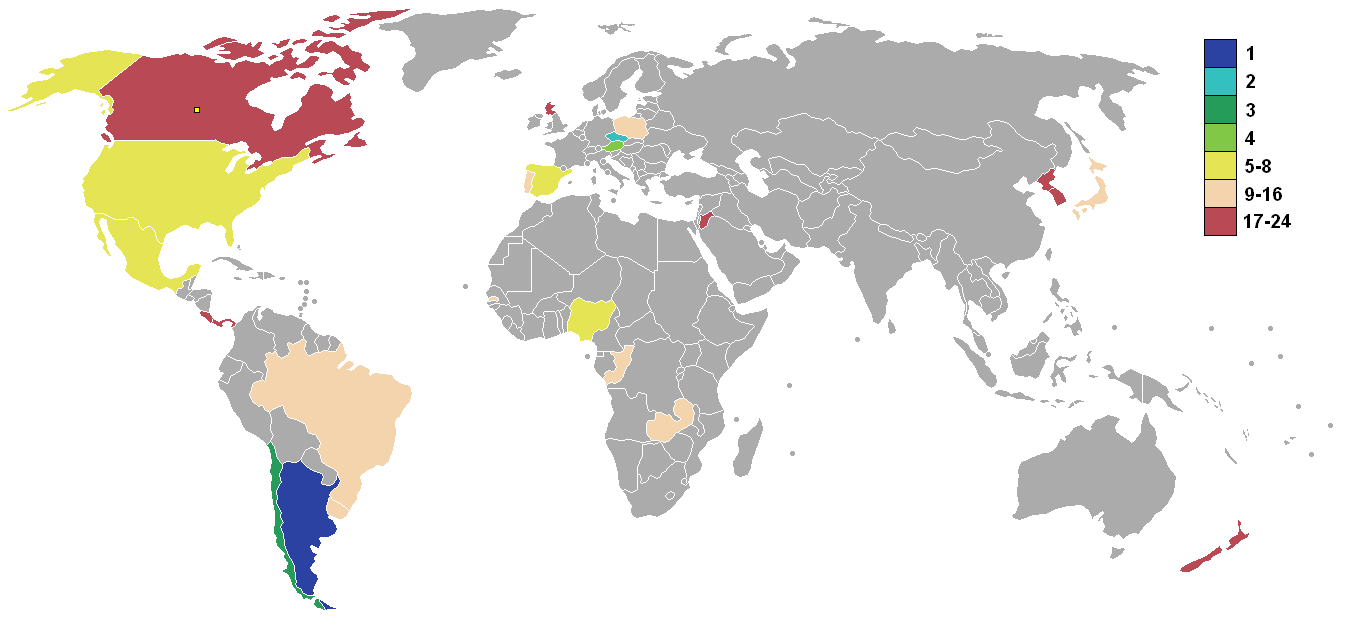
Kết quả chung cuộc của các đội tham dự Giải vô địch bóng đá U-20 thế giới 2007.

23 đội đủ điều kiện tham dự Giải vô địch bóng đá U-20 thế giới 2007. Canada tự động tham dự giải đấu với tư cách chủ nhà, nâng tổng số đội tham gia giải đấu lên 24 đội. Lễ bốc thăm chia bảng đã được diễn ra vào ngày 3 tháng 3 năm 2007 tại Liberty Grand Entertainment Complex, Toronto.
| Liên doàn                            | Giải đấu loại                                                            | Các đội vượt qua vòng loại                              |
| ------------------------------------ | ------------------------------------------------------------------------ | ------------------------------------------------------- |
| AFC (châu Á)                         | Giải vô địch bóng đá trẻ châu Á 2006                                     | Nhật Bản · Jordan1 · CHDCND Triều Tiên1 · Hàn Quốc      |
| CAF (châu Phi)                       | Giải vô địch bóng đá trẻ châu Phi 2007                                   | Cộng hòa Congo1 · Gambia1 · Nigeria · Zambia            |
| CONCACAF (Bắc, Trung Mỹ & Caribbean) | Chủ nhà                                                                  | Canada                                                  |
| CONCACAF (Bắc, Trung Mỹ & Caribbean) | Vòng loại Giải vô địch bóng đá U-20 thế giới 2007 khu vực CONCACAF       | Costa Rica · México · Panamá · Hoa Kỳ                   |
| CONMEBOL (Nam Mỹ)                    | Giải vô địch bóng đá trẻ Nam Mỹ 2007                                     | Argentina · Brasil · Chile · Uruguay                    |
| OFC (châu Đại Dương)                 | Vòng loại Giải vô địch bóng đá U-20 Thế giới 2007 khu vực châu Đại Dương | New Zealand1                                            |
| UEFA (châu Âu)                       | Giải vô địch bóng đá U-19 châu Âu 2006                                   | Áo · Séc · Ba Lan · Bồ Đào Nha · Scotland · Tây Ban Nha |

1.^ Các đội lần đầu tiên tham dự.

## Trọng tài
| Liên đoàn | Trọng tài                              | Trợ lý                                                                       |
| --------- | -------------------------------------- | ---------------------------------------------------------------------------- |
| AFC       | Subkhiddin Mohd Salleh (Malaysia)      | Thanom Borikut (Thái Lan) Mu Yuxin (Trung Quốc)                              |
| AFC       | Ravshan Irmatov (Uzbekistan)           | Abdukhamidullo Rasulov (Uzbekistan) Bahadyr Kochkarov (Kyrgyzstan)           |
| CAF       | Mohamed Benouza (Algérie)              | Amar Talbi (Algérie) Mazari Kerai (Algérie)                                  |
| CONCACAF  | Steven Depiero (Canada)                | Héctor Vergara (Canada) Joe Fletcher (Canada)                                |
| CONCACAF  | Joel Aguilar (El Salvador)             | Roberto Giron (Honduras) Daniel Williamson (Panama)                          |
| CONCACAF  | Germán Arredondo (México)              | Héctor Delgadillo (México) Francisco Pérez (México)                          |
| CONCACAF  | Enrico Wijngaarde (Suriname)           | Anthony Garwood (Jamaica) Ricardo Morgan (Jamaica)                           |
| CONCACAF  | Terry Vaughn (Hoa Kỳ)                  | Chris Strickland (Hoa Kỳ) George Gansner (Hoa Kỳ)                            |
| CONMEBOL  | Hernando Buitrago (Colombia)           | Abraham González (Colombia) Rafael Rivas (Colombia)                          |
| OFC       | Peter O'Leary (New Zealand)            | Brent Best (New Zealand) Kaloata Chilia (Vanuatu)                            |
| UEFA      | Howard Webb (Anh)                      | Mike Mullarkey (Anh) Darren Cann (Anh)                                       |
| UEFA      | Wolfgang Stark (Đức)                   | Jan-Hendrik Salver (Đức) Volker Wezel (Đức)                                  |
| UEFA      | Viktor Kassai (Hungary)                | Gábor Erős (Hungary) Tibor Vámos (Hungary)                                   |
| UEFA      | Alberto Undiano Mallenco (Tây Ban Nha) | Fermín Martínez Ibáñez (Tây Ban Nha) Juan Carlos Yuste Jiménez (Tây Ban Nha) |
| UEFA      | Martin Hansson (Thụy Điển)             | Stefan Wittberg (Thụy Điển) Henrik Andrén (Thụy Điển)                        |

## Đội hình
Danh sách đội hình, xem Danh sách cầu thủ tham dự giải vô địch bóng đá U-20 thế giới 2007.

## Vòng bảng

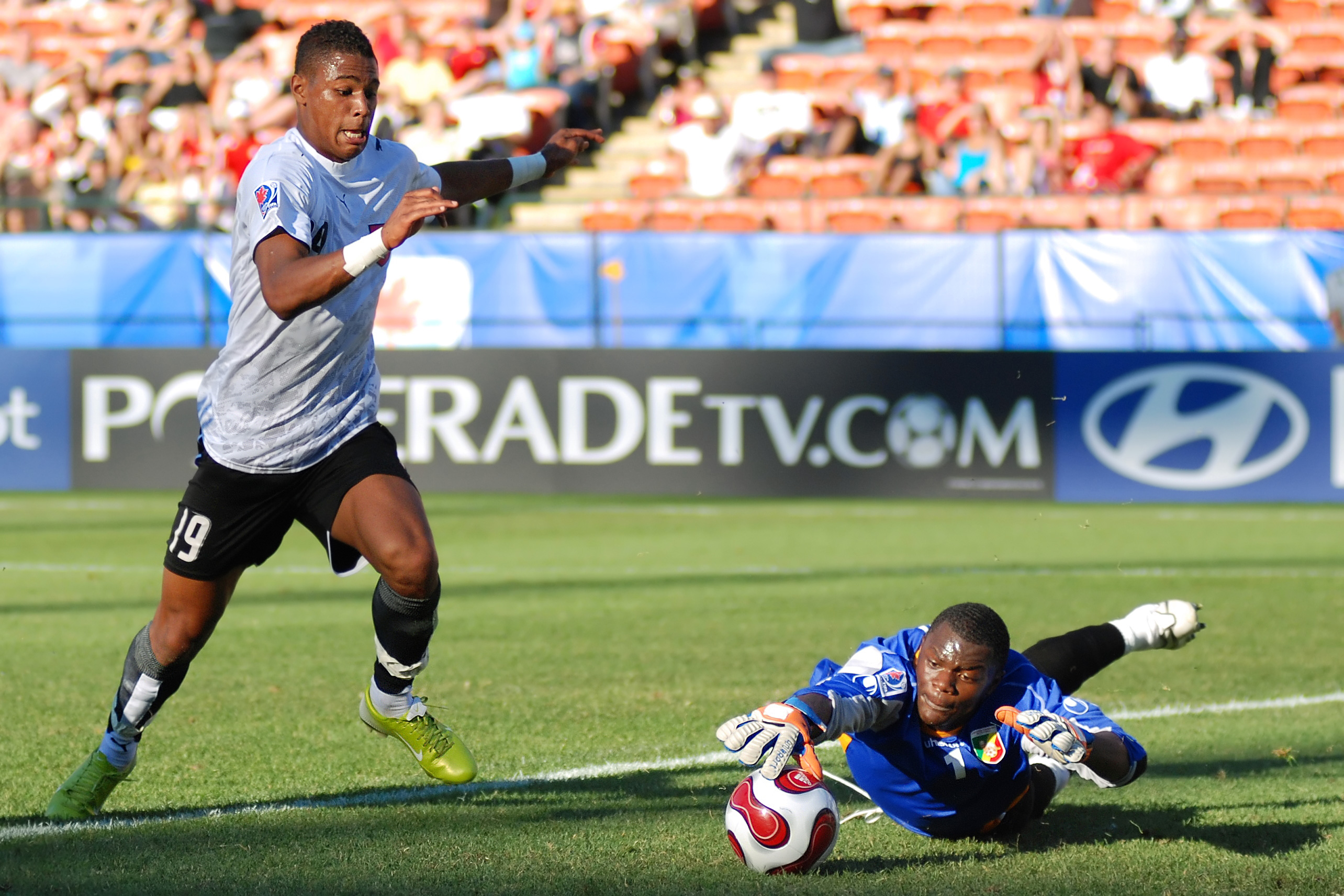
Rubin Okotie của Áo và Destin Onka Malonga của Cộng hòa Congo tại Sân vận động Commonwealth ở Edmonton vào ngày 2 tháng 7 năm 2007.

24 đội tham gia được chia thành sáu nhóm, mỗi nhóm bốn đội, theo lễ bốc thăm được tổ chức vào ngày 3 tháng 3 năm 2007. Các nhóm được thi đấu theo hệ thống giải đấu, trong đó mỗi đội thi đấu một lần với các đội khác trong cùng một nhóm, trong một trận đấu, tổng cộng sáu trận đấu mỗi nhóm. Mỗi đội nhất và nhì bảng, cũng như bốn đội xếp thứ ba có thành tích tốt nhất sẽ giành quyền vào vòng loại trực tiếp đầu tiên (bắt đầu từ vòng 16 đội).
Tất cả các trận đấu diễn ra theo giờ địa phương (múi giờ miền Đông, múi giờ miền núi, múi giờ Thái Bình Dương) và giờ Phối hợp quốc tế.

### Bảng A
| VT | Đội            | ST | T | H | B | BT | BB | HS | Đ | Giành quyền tham dự     |
| -- | -------------- | -- | - | - | - | -- | -- | -- | - | ----------------------- |
| 1  | Chile          | 3  | 2 | 1 | 0 | 6  | 0  | +6 | 7 | Vòng đấu loại trực tiếp |
| 2  | Áo             | 3  | 1 | 2 | 0 | 2  | 1  | +1 | 5 | Vòng đấu loại trực tiếp |
| 3  | Cộng hòa Congo | 3  | 1 | 1 | 1 | 3  | 4  | −1 | 4 | Vòng đấu loại trực tiếp |
| 4  | Canada (H)     | 3  | 0 | 0 | 3 | 0  | 6  | −6 | 0 |                         |

| Canada | 0–3      | Chile                                   |
| ------ | -------- | --------------------------------------- |
|        | Chi tiết | Medina 25' · Carmona 54' · Grondona 81' |

| Cộng hòa Congo    | 1–1      | Áo        |
| ----------------- | -------- | --------- |
| Ibara 59' (ph.đ.) | Chi tiết | Hoffer 7' |

| Áo         | 1–0      | Canada |
| ---------- | -------- | ------ |
| Okotie 47' | Chi tiết |        |

| Chile                                | 3–0      | Cộng hòa Congo |
| ------------------------------------ | -------- | -------------- |
| Sánchez 49' · Medina 75' · Vidal 82' | Chi tiết |                |

| Canada | 0–2      | Cộng hòa Congo            |
| ------ | -------- | ------------------------- |
|        | Chi tiết | Ngakosso 26' · Ikouma 60' |

| Chile | 0–0      | Áo |
| ----- | -------- | -- |
|       | Chi tiết |    |

### Bảng B
| VT | Đội         | ST | T | H | B | BT | BB | HS | Đ | Giành quyền tham dự     |
| -- | ----------- | -- | - | - | - | -- | -- | -- | - | ----------------------- |
| 1  | Tây Ban Nha | 3  | 2 | 1 | 0 | 8  | 5  | +3 | 7 | Vòng đấu loại trực tiếp |
| 2  | Zambia      | 3  | 1 | 1 | 1 | 4  | 3  | +1 | 4 | Vòng đấu loại trực tiếp |
| 3  | Uruguay     | 3  | 1 | 1 | 1 | 3  | 4  | −1 | 4 | Vòng đấu loại trực tiếp |
| 4  | Jordan      | 3  | 0 | 1 | 2 | 3  | 6  | −3 | 1 |                         |

| Jordan   | 1–1      | Zambia           |
| -------- | -------- | ---------------- |
| Deeb 41' | Chi tiết | Tembo 8' (ph.đ.) |

| Tây Ban Nha                 | 2–2      | Uruguay                    |
| --------------------------- | -------- | -------------------------- |
| Adrián L. 71' · Capel 90+3' | Chi tiết | Cavani 47' · L. Suárez 56' |

| Uruguay    | 1–0      | Jordan |
| ---------- | -------- | ------ |
| Cavani 40' | Chi tiết |        |

| Zambia     | 1–2      | Tây Ban Nha                      |
| ---------- | -------- | -------------------------------- |
| Njobvu 74' | Chi tiết | M. Suárez 30' (ph.đ.) · Mata 40' |

| Tây Ban Nha                             | 4–2      | Jordan               |
| --------------------------------------- | -------- | -------------------- |
| Adrián L. 29', 32', 38' · Marquitos 79' | Chi tiết | Omran 48' · Deeb 56' |

| Uruguay | 0–2      | Zambia                         |
| ------- | -------- | ------------------------------ |
|         | Chi tiết | Mulenga 22' (ph.đ.) · Kola 51' |

### Bảng C
| VT | Đội         | ST | T | H | B | BT | BB | HS | Đ | Giành quyền tham dự     |
| -- | ----------- | -- | - | - | - | -- | -- | -- | - | ----------------------- |
| 1  | México      | 3  | 3 | 0 | 0 | 7  | 2  | +5 | 9 | Vòng đấu loại trực tiếp |
| 2  | Gambia      | 3  | 2 | 0 | 1 | 3  | 4  | −1 | 6 | Vòng đấu loại trực tiếp |
| 3  | Bồ Đào Nha  | 3  | 1 | 0 | 2 | 4  | 4  | 0  | 3 | Vòng đấu loại trực tiếp |
| 4  | New Zealand | 3  | 0 | 0 | 3 | 1  | 5  | −4 | 0 |                         |

| Bồ Đào Nha            | 2–0      | New Zealand |
| --------------------- | -------- | ----------- |
| Gama 45', 61' (ph.đ.) | Chi tiết |             |

| Gambia | 0–3      | México                                         |
| ------ | -------- | ---------------------------------------------- |
|        | Chi tiết | Dos Santos 57' · Moreno 67' · J. Hernández 89' |

| New Zealand | 0–1      | Gambia     |
| ----------- | -------- | ---------- |
|             | Chi tiết | Jallow 22' |

| México                               | 2–1      | Bồ Đào Nha  |
| ------------------------------------ | -------- | ----------- |
| Dos Santos 48' (ph.đ.) · Barrera 66' | Chi tiết | Antunes 89' |

| Bồ Đào Nha   | 1–2      | Gambia                            |
| ------------ | -------- | --------------------------------- |
| Condesso 20' | Chi tiết | Jallow 44' (ph.đ.) · Mansally 68' |

| New Zealand | 1–2      | México                   |
| ----------- | -------- | ------------------------ |
| Pelter 89'  | Chi tiết | Bermúdez 24' · Mares 78' |

### Bảng D
| VT | Đội      | ST | T | H | B | BT | BB | HS | Đ | Giành quyền tham dự     |
| -- | -------- | -- | - | - | - | -- | -- | -- | - | ----------------------- |
| 1  | Hoa Kỳ   | 3  | 2 | 1 | 0 | 9  | 3  | +6 | 7 | Vòng đấu loại trực tiếp |
| 2  | Ba Lan   | 3  | 1 | 1 | 1 | 3  | 7  | −4 | 4 | Vòng đấu loại trực tiếp |
| 3  | Brasil   | 3  | 1 | 0 | 2 | 4  | 5  | −1 | 3 | Vòng đấu loại trực tiếp |
| 4  | Hàn Quốc | 3  | 0 | 2 | 1 | 4  | 5  | −1 | 2 |                         |

| Ba Lan         | 1–0      | Brasil |
| -------------- | -------- | ------ |
| Krychowiak 23' | Chi tiết |        |

| Hàn Quốc           | 1–1      | Hoa Kỳ      |
| ------------------ | -------- | ----------- |
| Shin Young-rok 38' | Chi tiết | Szetela 17' |

| Hoa Kỳ                                               | 6–1      | Ba Lan     |
| ---------------------------------------------------- | -------- | ---------- |
| Szetela 9', 51' · Adu 20', 45+3', 85' · Altidore 70' | Chi tiết | Janczyk 5' |

| Brasil                     | 3–2      | Hàn Quốc                                 |
| -------------------------- | -------- | ---------------------------------------- |
| Amaral 35' · Pato 48', 59' | Chi tiết | Shim Young-sung 83' · Shin Young-rok 89' |

| Brasil   | 1–2      | Hoa Kỳ            |
| -------- | -------- | ----------------- |
| Lima 64' | Chi tiết | Altidore 25', 81' |

| Ba Lan      | 1–1      | Hàn Quốc        |
| ----------- | -------- | --------------- |
| Janczyk 45' | Chi tiết | Lee Sang-ho 71' |

### Bảng E

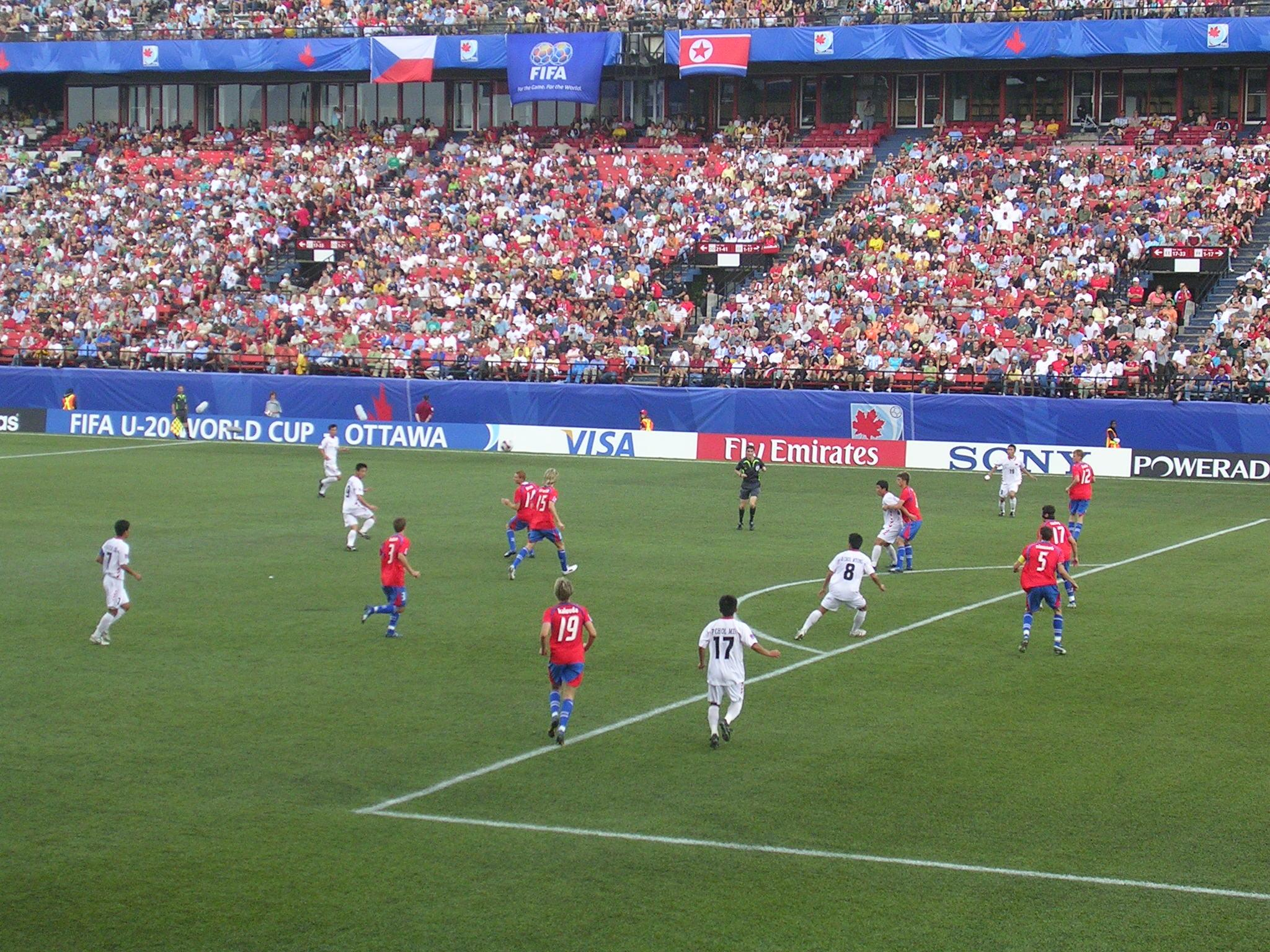
Cộng hòa Séc thi đấu với CHDCND Triều Tiên tại Sân vận động Frank Clair ở Ottawa vào ngày 3 tháng 7 năm 2007.

| VT | Đội               | ST | T | H | B | BT | BB | HS | Đ | Giành quyền tham dự     |
| -- | ----------------- | -- | - | - | - | -- | -- | -- | - | ----------------------- |
| 1  | Argentina         | 3  | 2 | 1 | 0 | 7  | 0  | +7 | 7 | Vòng đấu loại trực tiếp |
| 2  | Séc               | 3  | 1 | 2 | 0 | 4  | 3  | +1 | 5 | Vòng đấu loại trực tiếp |
| 3  | CHDCND Triều Tiên | 3  | 0 | 2 | 1 | 2  | 3  | −1 | 2 |                         |
| 4  | Panamá            | 3  | 0 | 1 | 2 | 1  | 8  | −7 | 1 |                         |

| CHDCND Triều Tiên | 0–0      | Panamá |
| ----------------- | -------- | ------ |
|                   | Chi tiết |        |

| Argentina | 0–0      | Séc |
| --------- | -------- | --- |
|           | Chi tiết |     |

| Séc                     | 2–2      | CHDCND Triều Tiên                         |
| ----------------------- | -------- | ----------------------------------------- |
| Kalouda 56' · Fenin 66' | Chi tiết | Kim Kum-il 12' · Jon Kwang-ik 89' (ph.đ.) |

| Panamá | 0–6      | Argentina                                                      |
| ------ | -------- | -------------------------------------------------------------- |
|        | Chi tiết | Moralez 20', 27' · Zárate 23' · Agüero 25', 62' · Di María 76' |

| Séc                        | 2–1    | Panamá       |
| -------------------------- | ------ | ------------ |
| Kalouda 79' · Střeštík 82' | Report | Barahona 84' |

| Argentina  | 1–0      | CHDCND Triều Tiên |
| ---------- | -------- | ----------------- |
| Agüero 35' | Chi tiết |                   |

### Bảng F
| VT | Đội        | ST | T | H | B | BT | BB | HS | Đ | Giành quyền tham dự     |
| -- | ---------- | -- | - | - | - | -- | -- | -- | - | ----------------------- |
| 1  | Nhật Bản   | 3  | 2 | 1 | 0 | 4  | 1  | +3 | 7 | Vòng đáu loại trực tiếp |
| 2  | Nigeria    | 3  | 2 | 1 | 0 | 3  | 0  | +3 | 7 | Vòng đáu loại trực tiếp |
| 3  | Costa Rica | 3  | 1 | 0 | 2 | 2  | 3  | −1 | 3 |                         |
| 4  | Scotland   | 3  | 0 | 0 | 3 | 2  | 7  | −5 | 0 |                         |

| Nhật Bản                                 | 3–1      | Scotland     |
| ---------------------------------------- | -------- | ------------ |
| Morishima 43' · Umesaki 57' · Aoyama 79' | Chi tiết | Campbell 82' |

| Nigeria   | 1–0      | Costa Rica |
| --------- | -------- | ---------- |
| Ideye 75' | Chi tiết |            |

| Costa Rica | 0–1      | Nhật Bản   |
| ---------- | -------- | ---------- |
|            | Chi tiết | Tanaka 68' |

| Scotland | 0–2      | Nigeria       |
| -------- | -------- | ------------- |
|          | Chi tiết | Bala 49', 78' |

| Nhật Bản | 0–0      | Nigeria |
| -------- | -------- | ------- |
|          | Chi tiết |         |

| Scotland     | 1–2      | Costa Rica                   |
| ------------ | -------- | ---------------------------- |
| Reynolds 18' | Chi tiết | Herrera 57' · McDonald 90+2' |

### Xếp hạng các đội xếp thứ ba
| VT | Bg | Đội               | ST | T | H | B | BT | BB | HS | Đ | Giành quyền tham dự     |
| -- | -- | ----------------- | -- | - | - | - | -- | -- | -- | - | ----------------------- |
| 1  | A  | Cộng hòa Congo    | 3  | 1 | 1 | 1 | 3  | 4  | −1 | 4 | Vòng đấu loại trực tiếp |
| 2  | B  | Uruguay           | 3  | 1 | 1 | 1 | 3  | 4  | −1 | 4 | Vòng đấu loại trực tiếp |
| 3  | C  | Bồ Đào Nha        | 3  | 1 | 0 | 2 | 4  | 4  | 0  | 3 | Vòng đấu loại trực tiếp |
| 4  | D  | Brasil            | 3  | 1 | 0 | 2 | 4  | 5  | −1 | 3 | Vòng đấu loại trực tiếp |
| 5  | F  | Costa Rica        | 3  | 1 | 0 | 2 | 2  | 3  | −1 | 3 |                         |
| 6  | E  | CHDCND Triều Tiên | 3  | 0 | 2 | 1 | 2  | 3  | −1 | 2 |                         |

## Vòng đấu loại trực tiếp

### Sơ đồ
|  | Round of 16           | Round of 16           |                       |       | Tứ kết        | Tứ kết        |                      |                      | Bán kết | Bán kết |  |  | Chung kết | Chung kết |
|  |                       |                       |                       |       |               |               |                      |                      |         |         |  |  |           |           |
|  | 11 tháng 7 – Edmonton |                       |                       |       |               |               |                      |                      |         |         |  |  |           |           |
|  |                       |                       |                       |       |               |               |                      |                      |         |         |  |  |           |           |
|  | Áo                    | 2                     |                       |       |               |               |                      |                      |         |         |  |  |           |           |
|  | Áo                    | 2                     | 14 tháng 7 – Toronto  |       |               |               |                      |                      |         |         |  |  |           |           |
|  | Gambia                | 1                     |                       |       |               |               |                      |                      |         |         |  |  |           |           |
|  | Gambia                | 1                     | Áo (aet)              | 2     |               |               |                      |                      |         |         |  |  |           |           |
|  | 11 tháng 7 – Toronto  |                       | Áo (aet)              | 2     |               |               |                      |                      |         |         |  |  |           |           |
|  |                       | Hoa Kỳ                | 1                     |       |               |               |                      |                      |         |         |  |  |           |           |
|  | Hoa Kỳ (aet)          | Hoa Kỳ                | 1                     | 2     |               |               |                      |                      |         |         |  |  |           |           |
|  | Hoa Kỳ (aet)          |                       | 18 tháng 7 – Edmonton | 2     |               |               |                      |                      |         |         |  |  |           |           |
|  | Uruguay               | 1                     |                       |       |               |               |                      |                      |         |         |  |  |           |           |
|  | Uruguay               | 1                     | Áo                    | 0     |               |               |                      |                      |         |         |  |  |           |           |
|  | 11 tháng 7 – Burnaby  |                       | Áo                    | 0     |               |               |                      |                      |         |         |  |  |           |           |
|  |                       | Séc                   | 2                     |       |               |               |                      |                      |         |         |  |  |           |           |
|  | Tây Ban Nha (aet)     | Séc                   | 2                     | 4     |               |               |                      |                      |         |         |  |  |           |           |
|  | Tây Ban Nha (aet)     | 14 tháng 7 – Edmonton |                       | 4     |               |               |                      |                      |         |         |  |  |           |           |
|  | Brasil                | 2                     |                       |       |               |               |                      |                      |         |         |  |  |           |           |
|  | Brasil                | 2                     | Tây Ban Nha           | 1 (3) |               |               |                      |                      |         |         |  |  |           |           |
|  | 11 tháng 7 – Victoria |                       | Tây Ban Nha           | 1 (3) |               |               |                      |                      |         |         |  |  |           |           |
|  |                       | Séc (p)               | 1 (4)                 |       |               |               |                      |                      |         |         |  |  |           |           |
|  | Nhật Bản              | Séc (p)               | 1 (4)                 | 2 (3) |               |               |                      |                      |         |         |  |  |           |           |
|  | Nhật Bản              |                       | 22 tháng 7 – Toronto  | 2 (3) |               |               |                      |                      |         |         |  |  |           |           |
|  | Séc (p)               | 2 (4)                 |                       |       |               |               |                      |                      |         |         |  |  |           |           |
|  | Séc (p)               | 2 (4)                 | Séc                   | 1     |               |               |                      |                      |         |         |  |  |           |           |
|  | 12 tháng 7 – Edmonton |                       | Séc                   | 1     |               |               |                      |                      |         |         |  |  |           |           |
|  |                       | Argentina             | 2                     |       |               |               |                      |                      |         |         |  |  |           |           |
|  | Chile                 | Argentina             | 2                     | 1     |               |               |                      |                      |         |         |  |  |           |           |
|  | Chile                 | 15 tháng 7 – Montreal |                       | 1     |               |               |                      |                      |         |         |  |  |           |           |
|  | Bồ Đào Nha            | 0                     |                       |       |               |               |                      |                      |         |         |  |  |           |           |
|  | Bồ Đào Nha            | 0                     | Chile (aet)           | 4     |               |               |                      |                      |         |         |  |  |           |           |
|  | 12 tháng 7 – Ottawa   |                       | Chile (aet)           | 4     |               |               |                      |                      |         |         |  |  |           |           |
|  |                       | Nigeria               | 0                     |       |               |               |                      |                      |         |         |  |  |           |           |
|  | Zambia                | Nigeria               | 0                     | 1     |               |               |                      |                      |         |         |  |  |           |           |
|  | Zambia                |                       | 19 tháng 7 – Toronto  | 1     |               |               |                      |                      |         |         |  |  |           |           |
|  | Nigeria               | 2                     |                       |       |               |               |                      |                      |         |         |  |  |           |           |
|  | Nigeria               | 2                     | Chile                 | 0     |               |               |                      |                      |         |         |  |  |           |           |
|  | 12 tháng 7 – Toronto  |                       | Chile                 | 0     |               |               |                      |                      |         |         |  |  |           |           |
|  |                       | Argentina             | 3                     |       | Tranh hạng ba | Tranh hạng ba |                      |                      |         |         |  |  |           |           |
|  | Argentina             | Argentina             | 3                     | 3     | Tranh hạng ba | Tranh hạng ba |                      |                      |         |         |  |  |           |           |
|  | Argentina             | 15 tháng 7 – Ottawa   | 15 tháng 7 – Ottawa   | 3     |               |               | 22 tháng 7 – Toronto | 22 tháng 7 – Toronto |         |         |  |  |           |           |
|  | Ba Lan                | 15 tháng 7 – Ottawa   | 15 tháng 7 – Ottawa   | 1     |               |               | 22 tháng 7 – Toronto | 22 tháng 7 – Toronto |         |         |  |  |           |           |
|  | Ba Lan                | Argentina             | 1                     | 1     | Áo            | 0             |                      |                      |         |         |  |  |           |           |
|  | 12 tháng 7 – Montreal | Argentina             | 1                     |       | Áo            | 0             |                      |                      |         |         |  |  |           |           |
|  |                       | México                | 0                     |       | Chile         | 1             |                      |                      |         |         |  |  |           |           |
|  | México                | México                | 0                     | 3     | Chile         | 1             |                      |                      |         |         |  |  |           |           |
|  | México                |                       |                       | 3     |               |               |                      |                      |         |         |  |  |           |           |
|  | Cộng hòa Congo        | 0                     |                       |       |               |               |                      |                      |         |         |  |  |           |           |
|  | Cộng hòa Congo        | 0                     |                       |       |               |               |                      |                      |         |         |  |  |           |           |

### Vòng 16 đội
| Áo                       | 2–1      | Gambia       |
| ------------------------ | -------- | ------------ |
| Prödl 45+1' · Hoffer 81' | Chi tiết | P. Gomez 69' |

| Hoa Kỳ                              | 2–1 (s.h.p.) | Uruguay       |
| ----------------------------------- | ------------ | ------------- |
| Cardaccio 87' (l.n.) · Bradley 107' | Chi tiết     | L. Suárez 73' |

| Tây Ban Nha                                               | 4–2 (s.h.p.) | Brasil              |
| --------------------------------------------------------- | ------------ | ------------------- |
| Piqué 43' · J. García 84' · Bueno 102' · Adrián L. 120+1' | Chi tiết     | Lima 39' · Pato 41' |

| Nhật Bản                                       | 2–2 (s.h.p.) | Séc                                         |
| ---------------------------------------------- | ------------ | ------------------------------------------- |
| Makino 22' · Morishima 47' (ph.đ.)             | Chi tiết     | Kúdela 74' (ph.đ.) · Mareš 77' (ph.đ.)      |
| Loạt sút luân lưu                              |              |                                             |
| Yasuda · Aoki · Makino · Morishima · Kashiwagi | 3–4          | Fenin · Kúdela · Suchý · Pekhart · Okleštěk |

| Zambia   | 1–2      | Nigeria                    |
| -------- | -------- | -------------------------- |
| Kola 33' | Chi tiết | Elderson 3' · Akabueze 57' |

| Argentina                      | 3–1      | Ba Lan      |
| ------------------------------ | -------- | ----------- |
| Di María 40' · Agüero 46', 86' | Chi tiết | Janczyk 33' |

| Chile     | 1–0      | Bồ Đào Nha |
| --------- | -------- | ---------- |
| Vidal 45' | Chi tiết |            |

| México                                               | 3–0      | Cộng hòa Congo |
| ---------------------------------------------------- | -------- | -------------- |
| Dos Santos 23' (ph.đ.) · Esparza 85' · Barrera 90+4' | Chi tiết |                |

### Tứ kết
| Áo                       | 2–1 (s.h.p.) | Hoa Kỳ       |
| ------------------------ | ------------ | ------------ |
| Okotie 43' · Hoffer 105' | Chi tiết     | Altidore 15' |

| Tây Ban Nha                                     | 1–1 (s.h.p.) | Séc                              |
| ----------------------------------------------- | ------------ | -------------------------------- |
| Mata 110'                                       | Chi tiết     | Kalouda 103'                     |
| Loạt sút luân lưu                               |              |                                  |
| Mata · Adrián G. · Valiente · J. García · Piqué | 3–4          | Fenin · Suchý · Kúdela · Pekhart |

| Chile                                                      | 4–0 (s.h.p.) | Nigeria |
| ---------------------------------------------------------- | ------------ | ------- |
| Grondona 96' · Isla 114' (ph.đ.), 117' · Vidangossy 120+2' | Chi tiết     |         |

| Argentina   | 1–0      | México |
| ----------- | -------- | ------ |
| Moralez 45' | Chi tiết |        |

### Bán kết
| Áo | 0–2      | Séc                   |
| -- | -------- | --------------------- |
|    | Chi tiết | Mičola 4' · Fenin 15' |

| Chile | 0–3      | Argentina                                |
| ----- | -------- | ---------------------------------------- |
|       | Chi tiết | Di María 12' · Yacob 65' · Moralez 90+3' |

### Tranh hạng ba
| Áo | 0–1      | Chile          |
| -- | -------- | -------------- |
|    | Chi tiết | Martínez 45+1' |

### Chung kết
| Séc       | 1–2      | Argentina               |
| --------- | -------- | ----------------------- |
| Fenin 60' | Chi tiết | Agüero 62' · Zárate 86' |

## Vô địch
| Giải vô địch bóng đá U-20 thế giới 2007 |
| --------------------------------------- |
| · Argentina · Lần thứ 6                 |

## Cầu thủ ghi bàn
Với 6 bàn thắng, Sergio Agüero đã giành được danh hiệu Vua phá lưới của giải đấu. Tổng cộng có 135 bàn thắng đã được ghi tại giải đấu, trong đó có 1 bàn phản lưới nhà.
6 bàn
- Sergio Agüero

5 bàn
- Adrián López

4 bàn
- Maximiliano Moralez
- Jozy Altidore

3 bàn
- Ángel Di María
- Erwin Hoffer
- Alexandre Pato
- Martin Fenin
- Luboš Kalouda
- Giovani dos Santos
- Dawid Janczyk
- Freddy Adu
- Danny Szetela

2 bàn
- Mauro Zárate
- Rubin Okotie
- Leandro Lima
- Jaime Grondona
- Mauricio Isla
- Nicolás Medina
- Arturo Vidal
- Ousman Jallow
- Yasuhito Morishima
- Abdallah Deeb
- Pablo Barrera
- Ezekiel Bala
- Bruno Gama
- Shin Young-rok
- Juan Mata
- Edinson Cavani
- Luis Suárez
- Rodgers Kola

1 bàn
- Claudio Yacob
- Sebastian Prödl
- Amaral
- Carlos Carmona
- Hans Martínez
- Alexis Sánchez
- Mathías Vidangossy
- Franchel Ibara
- Gracia Ikouma
- Ermejea Ngakosso
- Pablo Herrera
- Jonathan McDonald
- Ondřej Kúdela
- Jakub Mareš
- Tomáš Mičola
- Marek Střeštík
- Pierre Gomez
- Abdoulie Mansally
- Jun Aoyama
- Tomoaki Makino
- Atomu Tanaka
- Tsukasa Umesaki
- Lo'ay Omran
- Christian Bermúdez
- Omar Esparza
- Javier Hernández
- Héctor Moreno
- Osmar Mares
- Jack Pelter
- Chukwuma Akabueze
- Elderson Echiéjilé
- Brown Ideye
- Kim Kum-il
- Jon Kwang-ik
- Nelson Barahona
- Grzegorz Krychowiak
- Vitorino Antunes
- Feliciano Condesso
- Ross Campbell
- Mark Reynolds
- Lee Sang-ho
- Shim Young-sung
- Marquitos
- Alberto Bueno
- Diego Capel
- Javi García
- Gerard Piqué
- Mario Suárez
- Michael Bradley
- Clifford Mulenga
- William Njobvu
- Fwayo Tembo

1 bàn phản lưới nhà
- Mathías Cardaccio (trong trận gặp Hoa Kỳ)

## Giải thưởng
Nguồn:
| Quả bóng vàng        | Quả bóng bạc        | Quả bóng đồng       |
| -------------------- | ------------------- | ------------------- |
| Sergio Agüero        | Maximiliano Moralez | Giovani dos Santos  |
| Chiếc giày vàng      | Chiếc giày bạc      | Chiếc giày đồng     |
| Sergio Agüero        | Adrián López        | Maximiliano Moralez |
| Giải phong cách FIFA |                     |                     |
| Nhật Bản             |                     |                     |

## Bảng xếp hạng giải đấu
| VT | Đội               | ST | T | H | B | BT | BB | HS  | Đ  | Chung cuộc            |
| -- | ----------------- | -- | - | - | - | -- | -- | --- | -- | --------------------- |
| 1  | Argentina         | 7  | 6 | 1 | 0 | 16 | 2  | +14 | 19 |                       |
| 2  | Séc               | 7  | 2 | 4 | 1 | 10 | 8  | +2  | 10 |                       |
| 3  | Chile             | 7  | 5 | 1 | 1 | 12 | 3  | +9  | 16 |                       |
| 4  | Áo                | 7  | 3 | 2 | 2 | 6  | 6  | 0   | 11 |                       |
|    |                   |    |   |   |   |    |    |     |    |                       |
| 5  | México            | 5  | 4 | 0 | 1 | 10 | 3  | +7  | 12 | Bị loại ở tứ kết      |
| 6  | Tây Ban Nha       | 5  | 3 | 2 | 0 | 13 | 8  | +5  | 11 | Bị loại ở tứ kết      |
| 7  | Hoa Kỳ            | 5  | 3 | 1 | 1 | 12 | 6  | +6  | 10 | Bị loại ở tứ kết      |
| 8  | Nigeria           | 5  | 3 | 1 | 1 | 5  | 5  | 0   | 10 | Bị loại ở tứ kết      |
|    |                   |    |   |   |   |    |    |     |    |                       |
| 9  | Nhật Bản          | 4  | 2 | 2 | 0 | 6  | 3  | +3  | 8  | Bị loại ở vòng 16 đội |
| 10 | Gambia            | 4  | 2 | 0 | 2 | 4  | 6  | −2  | 6  | Bị loại ở vòng 16 đội |
| 11 | Zambia            | 4  | 1 | 1 | 2 | 5  | 5  | 0   | 4  | Bị loại ở vòng 16 đội |
| 12 | Uruguay           | 4  | 1 | 1 | 2 | 4  | 6  | −2  | 4  | Bị loại ở vòng 16 đội |
| 13 | Cộng hòa Congo    | 4  | 1 | 1 | 2 | 3  | 7  | −4  | 4  | Bị loại ở vòng 16 đội |
| 14 | Ba Lan            | 4  | 1 | 1 | 2 | 4  | 10 | −6  | 4  | Bị loại ở vòng 16 đội |
| 15 | Bồ Đào Nha        | 4  | 1 | 0 | 3 | 4  | 5  | −1  | 3  | Bị loại ở vòng 16 đội |
| 16 | Brasil            | 4  | 1 | 0 | 3 | 6  | 9  | −3  | 3  | Bị loại ở vòng 16 đội |
|    |                   |    |   |   |   |    |    |     |    |                       |
| 17 | Costa Rica        | 3  | 1 | 0 | 2 | 2  | 3  | −1  | 3  | Bị loại ở vòng bảng   |
| 18 | Hàn Quốc          | 3  | 0 | 2 | 1 | 4  | 5  | −1  | 2  | Bị loại ở vòng bảng   |
| 19 | CHDCND Triều Tiên | 3  | 0 | 2 | 1 | 2  | 3  | −1  | 2  | Bị loại ở vòng bảng   |
| 20 | Jordan            | 3  | 0 | 1 | 2 | 3  | 6  | −3  | 1  | Bị loại ở vòng bảng   |
| 21 | Panamá            | 3  | 0 | 1 | 2 | 1  | 8  | −7  | 1  | Bị loại ở vòng bảng   |
| 22 | New Zealand       | 3  | 0 | 0 | 3 | 1  | 5  | −4  | 0  | Bị loại ở vòng bảng   |
| 23 | Scotland          | 3  | 0 | 0 | 3 | 2  | 7  | −5  | 0  | Bị loại ở vòng bảng   |
| 24 | Canada (H, T, H)  | 3  | 0 | 0 | 3 | 0  | 6  | −6  | 0  | Bị loại ở vòng bảng   |

## Những sự việc xoay quanh giải đấu

### Nigeria cáo buộc phân biệt chủng tộc
Trong trận tứ kết giữa Chile và Nigeria diễn ra vào "Ngày nói không với phân biệt chủng tộc" (Say No To Racism's Day) của FIFA. Trong khoảng thời gian bù giờ, Jaime Grondona của Chile ghi bàn ở phút 90'+6', nhưng các cầu thủ, ban huấn luyện cũng như các cổ động viên Nigeria cho rằng đó là việt vị. Bất chấp sự phản đối của họ, trọng tài Howard Webb vẫn công nhận bàn thắng, và thủ môn Ikechukwu Ezenwa của Nigeria đã phải nhận một thẻ vàng vì hành vi phản đối. Pha quay lại cho thấy một hậu vệ đã đặt sai vị trí và không việt vị.
Trong buổi họp báo sau trận đấu, huấn luyện viên của Nigeria - Ladan Bosso, đã cáo buộc Webb phân biệt chủng tộc, nói rằng: "Thưa quan chức điều hành, tôi nghĩ FIFA còn một chặng đường dài để đẩy lùi nạn phân biệt chủng tộc vì quan chức đó đã thể hiện sự phân biệt chủng tộc." Khi được hỏi trực tiếp liệu ông có cảm thấy Webb là một kẻ phân biệt chủng tộc hay không, Bosso trả lời bằng cách nói rằng: "Thật tốt khi FIFA tham gia vào chiến dịch chống phân biệt chủng tộc, nhưng họ phải tuân theo nó đến từng chữ để việc thực hiện được hoàn thành." Sau buổi họp báo, Huấn luyện viên Ladan Bosso đã bị kết án phạt 11.000 CHF và bị cấm dẫn dắt đội tuyển trong 4 tháng do ủy ban kỷ luật kết luận ông có "hành vi xúc phạm" theo các điều khoản của điều 57 của Bộ luật FIFA.
Liên đoàn bóng đá Nigeria cũng bị xử phạt vì cho phép các cầu thủ mặc áo phông có tuyên bố tôn giáo dưới áo thi đấu của họ. Đây là hành vi vi phạm quy định của giải đấu, trong đó nêu rõ: "Các cầu thủ và quan chức không được phép hiển thị các thông điệp chính trị, tôn giáo, thương mại hoặc cá nhân bằng bất kỳ ngôn ngữ hoặc hình thức nào trên bộ dụng cụ thi đấu hoặc đội của họ..."

### Ẩu đả giữa các cầu thủ Chile và lực lượng cảnh sát cơ động
Vào ngày 19 tháng 7 năm 2007, đã xảy ra xô xát giữa các cầu thủ Chile và lực lượng cảnh sát cơ động sau trận bán kết giữa Chile và Argentina. Các cầu thủ Chile tức giận với trọng tài Wolfgang Stark khi cho rằng ông "mất kiểm soát trận đấu từ rất sớm" và phàn nàn về việc nhận 7 thẻ vàng và 2 thẻ đỏ với tổng cộng 53 lần phạm lỗi. Sau trận đấu, Stark và các trợ lý trọng tài bị bao vây bởi các cầu thủ Chile, và các thành viên của Sở cảnh sát Toronto đã phải can thiệp để kiềm chế họ. Stark được lực lượng cảnh sát cơ động hộ tống ra khỏi sân và được dẫn vào trong đường hầm sân vận động do lo ngại bị các cổ động viên hoặc các cầu thủ của Chile tấn công. Sau đó, đã xảy ra xô xát giữa một số cầu thủ, ban huấn luyện của Chile và lực lượng cảnh sát cơ động bên ngoài Sân vận động quốc gia. Theo Cảnh sát trưởng Toronto - Bill Blair, vụ ẩu đả bắt đầu khi các cầu thủ Chile xô xát với một cổ động viên đội bạn Argentina. Bill nói thêm rằng: "Các cầu thủ của Chile sau đó đã quyết định hướng một số hành vi hung hăng của họ đối với các sĩ quan của tôi... Công việc của các sĩ quan của tôi là phản ứng một cách kiên quyết nhưng công bằng để chấm dứt bạo lực đó. Họ được đào tạo để làm vì vậy, và đó là những gì họ đã làm." Tuy nhiên, các cầu thủ của Chile tuyên bố rằng Isaías Peralta đi về phía các cổ động viên Chile nằm sau hàng rào an ninh, nhưng đã bị khoảng mười cảnh sát cơ động chặn lại. Họ nói thêm rằng một cuộc thảo luận sôi nổi đã diễn ra và Peralta (người không nói được tiếng Anh) đã bị cảnh sát lạm dụng bằng lời nói và thể xác.
Peralta bị cảnh sát giao nhiệm vụ và bất tỉnh trong 20 phút. Sau đó, các cầu thủ khác tham gia vào cuộc đấu tranh với cảnh sát, nhưng cuối cùng họ quay trở lại xe buýt của họ và đóng cửa lại. Những người chứng kiến báo cáo rằng các cầu thủ trên xe buýt đã ném đồ vật vào cảnh sát qua cửa sổ và cố gắng tóm lấy các sĩ quan từ bên trong chiếc xe buýt bị hư hỏng. Ba phút sau, Harold Mayne-Nicholls, chủ tịch Hiệp hội bóng đá chuyên nghiệp quốc gia Chile (ANFP), yêu cầu các cầu thủ xuống xe buýt và lên một chiếc xe khác. Khi các cầu thủ rời khỏi xe buýt, cảnh sát sau đó đã đưa họ trở lại sân vận động.
Các cầu thủ Chile đã bị lực lượng cảnh sát tạm giữ để điều tra tình hình đang diễn ra trước sân vận động. Mười cầu thủ của Chile đã bị giam giữ hơn ba giờ và sau đó được thả mà không bị buộc tội. Ngày hôm sau, chủ tịch FIFA Sepp Blatter bày tỏ trong một cuộc họp báo ở Toronto rằng vụ việc là "đáng tiếc" và ông "nhân danh FIFA xin lỗi." ANFP đã thuê một công ty luật có trụ sở tại Toronto để theo đuổi hành động pháp lý chống lại cảnh sát Toronto.
Vụ việc đã xuất hiện trên trang nhất của mọi tờ báo lớn ở Chile. Sau vụ việc, đại sứ quán Canada ở Santiago nhận được một lời đe dọa đánh bom, và những người Chile tức giận đã biểu tình bên ngoài đại sứ quán với những biểu ngữ có dòng chữ "Racist Canada" (Canada phân biệt chủng tộc) Tổng thống Chile Michelle Bachelet mô tả vụ việc là "đặc biệt nghiêm trọng bởi vì, theo quan điểm của họ, phái đoàn Chile đã phải chịu sự gây hấn vô cớ" và nộp đơn phản đối chính thức với chính phủ Canada. Trong bài phản hồi, Thủ tướng Canada Stephen Harper nhận xét rằng "các trận đấu bóng đá quốc tế diễn ra sôi nổi và thường trở nên rất xúc động. Như bạn đã biết, có những quy trình ở Canada mà các nhà chức trách xem xét những sự cố kiểu này và tôi không có ý định bình luận gì thêm".
Theo báo cáo trên các phương tiện truyền thông của  Canada, một cầu thủ của Chile đã đấm vào mặt một nữ cảnh sát trước khi Peralta được giao nhiệm vụ. Một cuộc đánh giá nội bộ do Tổng giám đốc Jim Ramer dẫn đầu đã xác định rằng các sĩ quan đã hành động chuyên nghiệp và "hết sức kiềm chế" trong cuộc xung đột bên ngoài BMO Field, trong đó các cầu thủ Chile "đấm, đá, nhổ và đá" cảnh sát và nhân viên an ninh. Báo cáo nói rằng bạo lực bắt đầu khi hai cá nhân không tham gia vào trò chơi đối đầu với nhau. Các nhân viên bảo vệ đã cố gắng can thiệp, sau đó là cảnh sát, khi một cầu thủ Chile đấm vào mặt một nữ cảnh sát. Kể từ thời điểm đó, báo cáo cho biết bạo lực leo thang, với việc các cầu thủ Chile tháo dỡ tay vịn và gác chân khỏi ghế xe buýt, đồng thời đập vỡ cửa sổ để khạc và ném đồ vật vào cảnh sát, bao gồm cả pin D, móc treo quần áo và lon khử mùi. Bốn sĩ quan được cho là bị thương do đạn. FIFA đã đồng ý trả 35.000 đô la Mỹ chi phí thiệt hại cho chiếc xe buýt thuê của đội.
Mayne-Nicholls, người chứng kiến vụ việc, nói rằng "Tôi không thấy bất kỳ cầu thủ Chile nào đánh bất kỳ sĩ quan nào ngoại trừ giữa tất cả các cuộc vật lộn". Patricio Bascuñán, chủ tịch Hiệp hội Văn hóa Salvador Allende của Toronto, kêu gọi đánh giá độc lập.
Jaime Grondona đã bị treo giò 9 tháng ở mọi cấp độ, kể cả thi đấu trong nước và quốc tế, đồng thời bị phạt 7.000 CHF (bao gồm cả chi phí tố tụng) vì hành hung trọng tài. Liên đoàn bóng đá Chile đã bị phạt 15.000 CHF vì "hành vi sai trái của đội".